# Spathidexia setipennis
Spathidexia setipennis là một loài ruồi trong họ Tachinidae.